# Santiago Esteban de la Mora
Santiago Esteban de la Mora (Valladolid de 1902-Madrid en 1987) fue un arquitecto y urbanista español. Miembro de la GATEPAC, se exilió tras la guerra civil española, primero a la URSS y después a Colombia donde diseñó el Edificio Henry Faux y la Plaza de Toros de Santamaría. 

## Biografía

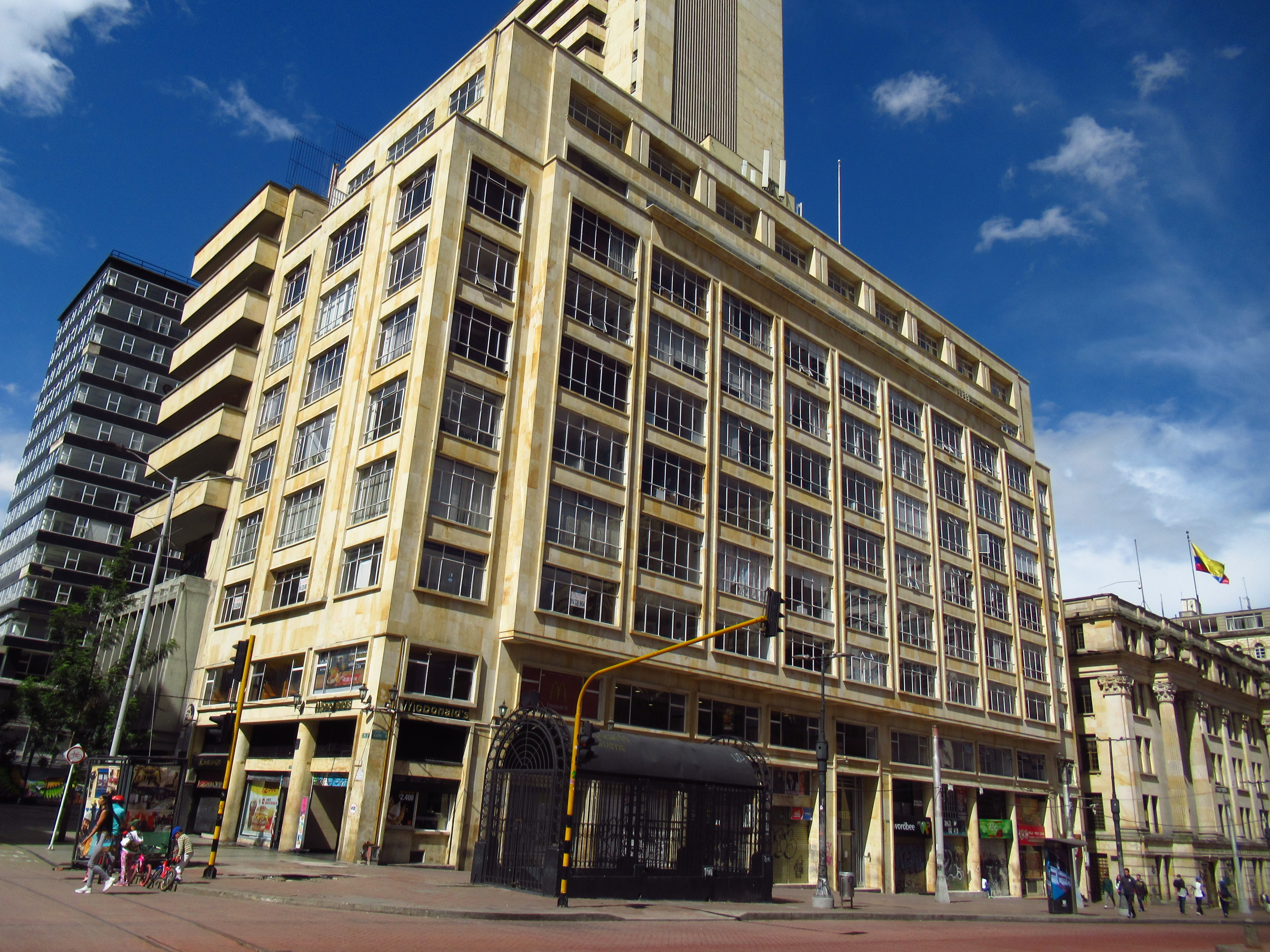
La fachada del Edificio Henry Faux, en Bogotá.

De la Mora nació en Valladolid en 1902. Se graduó como arquitecto en 1926 y entró al grupo GATEPAC en 1930. Durante 1934 con Luis Lacasa y Jesús Martí Martín participó en el concurso de proyectos para la construcción de poblados en las zonas regables del Guadalquivir y Guadalmellato.
En el año 1934 viajó becado a Londres donde tradujo al español algunas obras del urbanista británico Patrick Abercrombie. A su regreso a España ganó el concurso del Plan de Extensión de Logroño. Colaboró con Ignacio Cárdenas en el diseño del edificio Telefónica (ubicado en la Gran Vía de Madrid), en el edificio Telefónica de Valencia y en la Central Telefónica de El Grao en Valencia.
La Mora frecuentó círculos artísticos de su época; de ellos nació su amistad con el pintor Luis Quintanilla y el escultor Emiliano Barral con los que ganó en abril de 1933 el concurso para el monumento a Pablo Iglesias, que se inauguró en La Moncloa de Madrid en 1936. La obra fue destruida al concluir la Guerra Civil.
En 1939 partió hacia el exilio junto con su mujer Nina, primero en la Unión Soviética donde colaboró con Mercadal, con el que conservaría una estrecha amistad. Tras un periplo por Francia e Inglaterra viajó el mismo año a América para establecerse en Bogotá. Junto con Germán Tejero de la Torre, José de Rescasens, Ricardo Rivas Seba, y Alfredo Rodríguez Orgaz fue uno de los arquitectos españoles que se exilió en Colombia debido a la Guerra Civil. En 1942 y dentro de la política de depuración del magisterio fue inhabilitado en España por el correspondiente Consejo Superior de los Colegios de Arquitectos de España.
La reseña bibliográfica publicada en la solapa del libro Planeamiento versus Arquitectura (1951) afirma que "Desde 1939 reside en Bogotá (Colombia) donde proyecta, como trabajos oficiales: la revisión de los planos del Palacio de Comunicaciones; la restauración de la iglesia de Santo Domingo, y las nuevas vías de acceso a la Plaza de Toros. Se dedica al ejercicio profesional construyendo principalmente vivienda, unifamiliar y departamentos. Dicta durante cinco años la clase de Urbanismo en la Facultad de Arquitectura de la Universidad Nacional de Colombia.
De la Mora regresó a España en 1971 y murió en 1987.

## Obra
Es conocido por haber diseñado en los años cuarenta el Edificio Henry Faux y la Plaza de Toros de Santamaría de Bogotá, en el tradicional estilo de arquitectura neomudéjar. Durante su estancia en Colombia desempeñó cargos como profesor de Urbanismo de la Universidad Nacional de Colombia y dictó esta cátedra a los primeros arquitectos colombianos. En los años cincuenta escribió un libro titulado Planeamiento versus arquitectura.